# Schöne Madonna von Breslau

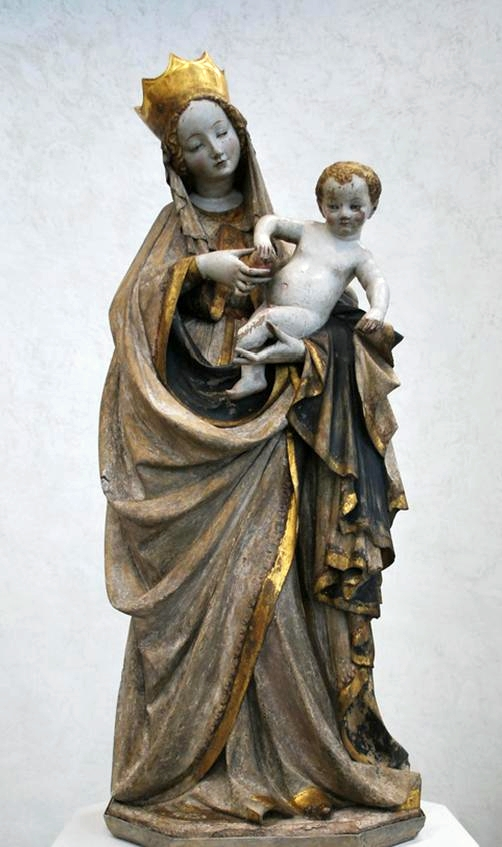
Breslauer Madonna

Die Schöne Madonna von Breslau (polnisch Piękna Madonna z Wrocławia) ist eine gotische Marienstatue der Maria mit Jesuskind aus Kalkstein im Nationalmuseum Warschau. Vor dem Zweiten Weltkrieg befand sie sich im Schlesischen Museum für Kunstgewerbe und Altertümer und stammt wahrscheinlich aus der Breslauer Elisabethkirche.

## Beschreibung
Die Schöne Madonna von Breslau zählt zu den künstlerisch wertvollsten vollplastischen Darstellungen der Madonna mit dem Jesuskind, die um die Wende vom 14. zum 15. Jahrhundert entstanden sind. Das Bildnis der Schönen Madonna im Weichen Stil repräsentiert eine während der mitteleuropäischen Gotik entstandene Stilrichtung. Der namentlich nicht bekannte Künstler stammte vermutlich aus Schlesien oder Böhmen.